# Мамбеткулово
Мамбетку́лово (рос. Мамбеткулово, башк. Мәмбәтҡол) — присілок у складі Куюргазинського району Башкортостану, Росія. Входить до складу Ленінської сільської ради.
Населення — 175 осіб (2010; 158 в 2002).
Національний склад:
- башкири — 100%